# Boca de Coruja
Boca de Coruja es una localidad caboverdiana del municipio de Ribeira Grande.

## Geografía
La localidad está situada en la isla de Santo Antão.

## Organización territorial
La localidad abarca los lugares y barrios de:
- Beco
- Beco Carlos Gomes
- Boca de Coruja
- Canto de Espanha
- Canto Silveira
- Cavouco Grande
- Cavouco Marta
- Chã
- Chã de Luis Marta
- Coruja
- Covadinha de Coruja
- Ladeira das Canas
- Lingua d'Água
- Lombinho de Linadro
- Lombo
- Ponte Canal
- Sisteve
- Tarafe de Mosquitos